# Великовечненское сельское поселение
Великовечненское сельское поселение — муниципальное образование в Белореченском районе Краснодарского края России.
В рамках административно-территориального устройства Краснодарского края ему соответствует Великовечненский сельский округ.
Административный центр и единственный населённый пункт — село Великовечное.

## Население
| 2010  | 2012  | 2013  | 2014  | 2015  | 2016  | 2017  |
| ----- | ----- | ----- | ----- | ----- | ----- | ----- |
| 5812  | ↗5887 | ↗5991 | ↗6056 | ↗6172 | ↗6255 | ↗6269 |
| 2018  | 2019  | 2020  | 2021  | 2023  |       |       |
| ↘6222 | ↗6238 | ↗6241 | ↘5547 | ↘5436 |       |       |